# Security Support Provider Interface
Security Support Provider Interface (SSPI) — програмний інтерфейс Microsoft Windows між застосунками і провайдерами безпеки. SSPI використовується для відділення протоколів рівня застосунку від деталей реалізації мережних протоколів безпеки і забезпечує рівень абстракції для підтримки багатьох механізмів аутентифікації.
SSPI робить доступними для програм динамічно приєднувані бібліотеки провайдерів підтримки безпеки (SSP), які містять одну або кілька схем аутентифікації і шифрування, які називаються пакунками безпеки. Кожен пакунок безпеки відображає функції SSPI на фактичні функції протоколу безпеки. Функції SSPI поділяються на такі функціональні групи:
- Функції керування пакунками — перелічують встановлені пакунки безпеки SSP і запитують їхні атрибути.
- Функції керування мандатами (паролі, квитки kerberos тощо).
- Функції керування контекстом безпеки.
- Функції підтримки повідомлень — дозволяють передавати зашифровані і підписані повідомлення.